# ハエ亜目
ハエ亜目（短角亜目、Brachycera）は、ハエ目（双翅目）に属する分類群の一つ。いわゆるハエ、アブを含む大きなグループである。

## 概要

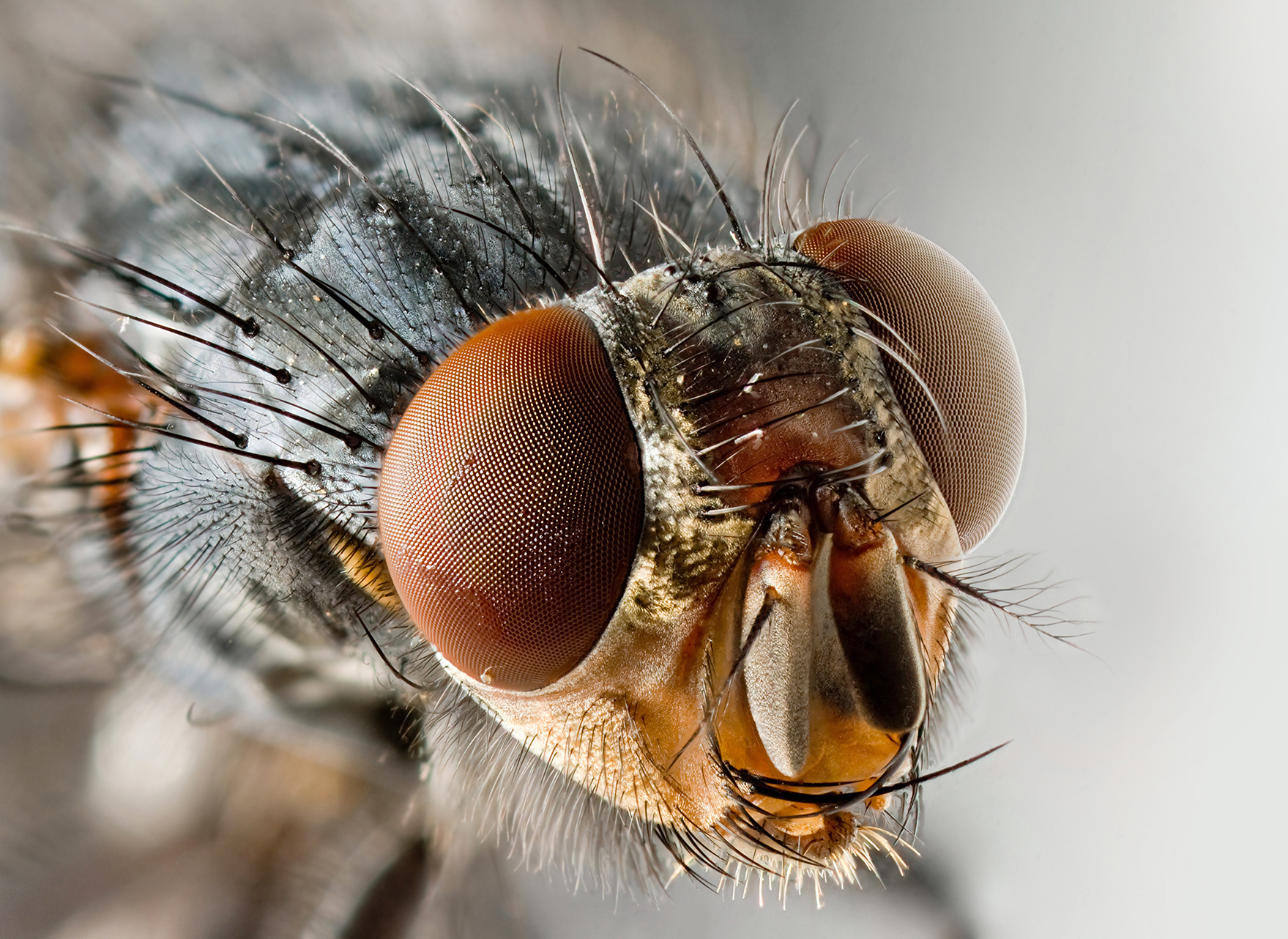
イエバエ（イエバエ科）の頭部

ハエ亜目は世界中に分布する分類群で、現生種だけで約95科約80000種が記録されている。約200万年以上前に分岐して発生した分類群と考えられており、現生で非常に繁栄しているグループの一つである。ハエ亜目に属する種は形態的、生態的に非常に多様で、同じ双翅目に属するカ亜目よりはるかに多様度が高い。
ハエ亜目の学名 Brachycera は、ギリシャ語で「短い角」（short-horned）を意味し、双翅目の中でも触角が短いことを示している。

## 形態
触角は通常3節以下で構成され、最も先端の節には触角刺毛か触角筆突起を生じる。小顎鬚（maxillary pulps）は、カ亜目では通常3小節以上に分節するが、ハエ亜目の種はふつう2小節以下に分節する。
幼虫は蛆型で、脚はない。通常体節は12節以下で、体節が13節以上あるカ亜目の幼虫とは区別できる。気門は9対。

## 分類
ハエ亜目の単型性は、分子系統学的なデータや、形態的な特徴によって支持されている。
伝統的な下位分類群として、直縫短角群（Orthorrhaphous、ハエ下目（環縫短角群）を除く下目を含む）、無額嚢節 Aschiza、額嚢節 Schizophora （ともにハエ下目内の分類群）などの群や節を設けることもあるが、これらは側系統群であると考えられている。

### 下位分類
- ムシヒキアブ下目 Asilomorpha - オドリバエ上科、ムシヒキアブ上科など。単型ではないためハエ下目に含めるとする研究もある[6][7]。
- ハエ下目 Muscomorpha - ヒツジバエ上科、ハナアブ上科など多数。
- ミズアブ下目 Stratiomyomorpha - ミズアブ科など。
- アブ下目 Tabanomorpha - アブ科など。
- キアブ下目 Xylophagomorpha - キアブ科など。